# Magta Lahjar
Magta Lahjar (arabisch مكطع لحجار) ist eine Stadt in der Verwaltungsregion Brakna von Mauretanien und Hauptstadt des Départements Magta Lahjar.

## Geographie
Der Hauptort der Gemeinde Magta Lahjar liegt 310 Kilometer östlich von Nouakchott auf etwa 60 m Meereshöhe im südlichen Zentrum des Landes am südlichen Rand der mauretanischen Sahara und am Übergang zur Trockensavanne. Der größte Teil des weiträumigen Gemeindegebiets liegt nördlich des Hauptortes in der Wüste.

## Bevölkerung
Die Bevölkerungszahl der Gemeinde hat in den Jahren 2000 bis 2023 von 12.117 auf 25.704 Einwohner zugenommen. Der Hauptort Magtae Lahjar selbst hat 20.396 Einwohner (2023). Daneben gibt es noch 17 andere bewohnte Orte.